# 阿科尼貝
阿科尼貝是赤道畿內亞的城鎮，由韋萊恩薩斯省負責管轄，位於該國大陸東南部，距離鄰國加蓬約30公里，2008年人口13,382，是該國第四大城市，次於巴塔、馬拉博和埃貝比因。
1°18′N 10°56′E / 1.300°N 10.933°E